# Kanton Vendeuvre-sur-Barse
Vendeuvre-sur-Barse is een kanton van het Franse departement Aube. Het kanton maakt deel uit van de arrondissementen Troyes (24) en Bar-sur-Aube (13). Het heeft een oppervlakte van 440.62 km² en telt 22.681 inwoners in 2018, dat is een dichtheid van 51 inwoners per km².

## Gemeenten
Het kanton Vendeuvre-sur-Barse omvatte tot 2014 de volgende 19 gemeenten:
- Amance
- Argançon
- Bligny
- Bossancourt
- Champ-sur-Barse
- Dolancourt
- Fravaux
- Jessains
- Juvanzé
- La Loge-aux-Chèvres
- Magny-Fouchard
- Maison-des-Champs
- Meurville
- Spoy
- Trannes
- Unienville
- Vauchonvilliers
- Vendeuvre-sur-Barse (hoofdplaats)
- La Villeneuve-au-Chêne

Vanaf de herindeling van de kantons bij decreet van 21 februari 2014 met uitwerking op 22 maart 2015 omvat het kanton volgende 37 gemeenten:
- Amance
- Argançon
- Beurey
- Bossancourt
- Bouranton
- Bréviandes
- Buchères
- Champ-sur-Barse
- Clérey
- Courteranges
- Dolancourt
- Fresnoy-le-Château
- Isle-Aumont
- Jessains
- Laubressel
- La Loge-aux-Chèvres
- Longpré-le-Sec
- Lusigny-sur-Barse
- Magny-Fouchard
- Maison-des-Champs
- Mesnil-Saint-Père
- Montaulin
- Montiéramey
- Montmartin-le-Haut
- Montreuil-sur-Barse
- Moussey
- Puits-et-Nuisement
- Rouilly-Saint-Loup
- Ruvigny
- Saint-Léger-près-Troyes
- Saint-Thibault
- Thennelières
- Trannes
- Vauchonvilliers
- Vendeuvre-sur-Barse
- Verrières
- La Villeneuve-au-Chêne